# 雷台汉墓
雷台汉墓是一座位于甘肃省武威市雷台、建于东汉末年至魏晋初期的墓葬，2001年列入全国重点文物保护单位。

## 意外发现
1969年初秋，中国甘肃省原武威县新鲜公社社员在雷台地区挖防空洞时，意外地挖到了墓室的外墙，由于缺乏文物常识，农民们继续挖开外墙，进入墓室，在见到墓道摆放整齐的铜车马后，出于好奇抚摸搬动了车马，从而破坏了考古现场，为以后仪仗队的复原造成了困难。农民们还想把铜车马卖到废品收购站，为生产队添置牲畜，暂时把里面的铜车马放到了库房里。
当时在武威管文物的干部党寿山在听说雷台被挖出宝物的消息后，找到生产队询问情况，生产队长对挖出铜车马的事情予以否认。党寿山从农民挖开的地方进入墓室，从墓室的规模和大量的铺地钱判断墓主人应该是十分富有，墓室内的东西可能已经被转移。党寿山找到新鲜公社领导说明情况，让他们意识到问题的严重性，通过说服教育，生产的队长才同意带他们到库房看看挖出来的东西。党寿山对这些铜车马进行了登记后送到文物保管单位，并上报甘肃省文化厅。12月雷台古墓出土的文物被上调到省博物馆保存。

## 墓室结构
武威雷台汉墓是砖结构墓室，墓门朝东，墓道走向，由后室、中室、前室三个主墓室组成，其中中室有右耳室，前室有对称的左、右两个耳室。中室陈设有铜连枝灯、铜壶、铜樽、铜熏炉等，中室的右耳室陈设大量陶器，其中有一个陶楼院。后室是墓主人下葬的地方，发现了4枚铸有将军因为的龟钮银印。

## 文物
该墓虽多次被盗，但依旧出土230多件珍贵文物，其中武士俑17件，奴婢俑28件，铜马39件，铜车14辆，铜牛1件，铜几1件。其中最著名的是后来成为中国旅游标志的青铜奔马。

## 建造年代
考古工作者从出土的青铜物品上的风格判断是东汉末年的特点，铜马的铭文有“左骑千人”和“凉州张掖县”这个建制，这都只在汉代的文献中出现过。而出土的铺地钱中又不带金边的五铢钱，这是魏晋时期五铢钱的特征。东汉与魏晋前后相连，结论并不矛盾。

## 墓主身份
由于没有发现墓志铭和相关史料记载，墓主的身份无法确认。从出土的仪仗车马和龟钮银印判断，墓主人姓张，是一位将军，曾任河西四郡之首的武威郡郡首。雷台一带是张家的家族墓地。